# 샌프란시스코 자이언츠
샌프란시스코 자이언츠(영어: San Francisco Giants)는 미국 캘리포니아주 샌프란시스코를 연고지로 하는 프로 야구 팀이다. 메이저 리그 내셔널 리그 서부 지구 소속이다. 월드시리즈에서 8회 우승을 차지했으며, 현재 오라클 파크를 홈구장으로 사용한다.
한편 이 팀은 로스앤젤레스 다저스와는 영원한 라이벌 관계로 알려져 있다.

## 개요
메이저 리그 굴지의 명문 구단이며, 20세기 초반인 존 맥그로 감독이 있었던 시기 황금기로 불리며, 윌리 메이스 등 활약한 1950년대까지 월드시리즈 우승을 5번이나 했다. 샌프란시스코로 팀을 옮긴 후에는 2010년과 2012년, 2014년에 우승을 달성했다. 통산 22번 리그 우승은 내셔널 리그 2위이다. 1993년부터 2007년까지는 배리 본즈가 통산과 시즌 홈런 기록을 경신했다(시즌 73홈런, 통산 762홈런).
같은 지구에 소속한 강호 다저스와는 숙적 관계로 전신인 뉴욕 시절부터 현재까지 격렬한 우승 경쟁을 벌이고 있다. 1958년에 함께 서쪽으로 이전하고 난 후 다저스는 1988년까지 월드시리즈를 5번 제패했지만, 자이언츠는 1954년 이후 오랫동안 월드시리즈 제패에서 멀어지고 있었다. 그러나 56년 만인 2010년 우승에 이어 2012년과 2014년에 자이언츠가 월드시리즈 제패를 달성했지만, 다저스는 1988년 이후 리그를 제패하지 못하였다. 그러다가 다저스는 1988년 이래 32년만에 월드시리즈에 제패에 이어 2024년에도 우승을 차지하였으며, 자이언츠는 2014년 이후 리그를 제패하지 못하였다. 양팀 대결은 메이저 리그 흥행수표로 항상 만원관중이다.
홈구장인 오라클 파크는 2000년 개장 이후 4번이나 이름을 변경하고 있다(퍼시픽·벨 → SBC → AT&T → 오라클).
2005년에는 메이저 리그 구단 최초로 『10000승』에 도달했다(2012년 시즌 종료 시점 10616승 9102패).
예외적으로 일본 야구인 NPB 요미우리 자이언츠는 샌프란시스코 자이언츠에서 유니폼과 팀명을 채용하고 있으며, 1968년 여름 고시엔 대회에서 스타덤에 오른 재일동포 좌완투수 김일융 입단교섭 물망에 오르기도 했고, 1981년 말 최동원 스카우트 물망에 한때 거론(토론토가 최종 승리했으나 병역 문제 미해결로 좌절)됐다.

## 구단의 역사
샌프란시스코 자이언츠는 1883년에 뉴욕 고담스(New York Gothams)로 창단되었으며, 이후 1886년에 뉴욕 자이언츠(New York Giants)로 명칭을 변경한다. 이후, 1958년에 뉴욕에서 샌프란시스코로 이전하며 오늘날에 이른다.

## 주요 선수
- 버스터 포지
- 헌터 펜스
- 맷 케인
- 매디슨 범가너

## 역대 한국인 선수
(자이언츠 시절 등번호, 포지션, 자이언츠에서 소속이던 시즌)
- 황재균 - 1번, 내야수, 2017년
- 이정후 - 51번, 외야수, 2024년~현재

## 영구 결번
- #3 빌 테리
- #4 멜 오트
- #11 칼 허벨
- #20 몬테 어빈
- #24 윌리 메이스
- #25 배리 본즈
- #27 후안 마리칼
- #30 올랜도 세페다
- #36 게일로드 페리
- #42 재키 로빈슨
- #44 윌리 맥코비
- 크리스티 매튜슨